# William Grey, 13. Baron Grey de Wilton

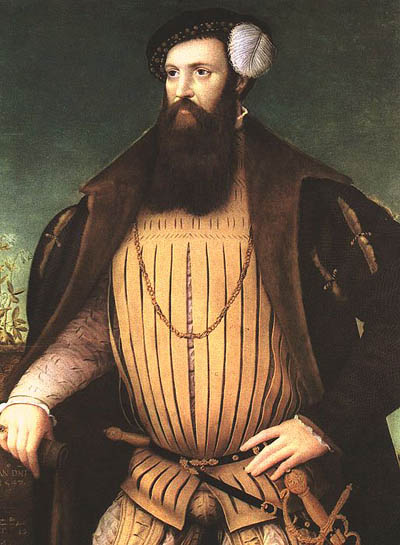
Ölgemälde des Gerlach Flicke um 1547, das vermutlich William Grey, 13. Baron Grey de Wilton, zeigt.

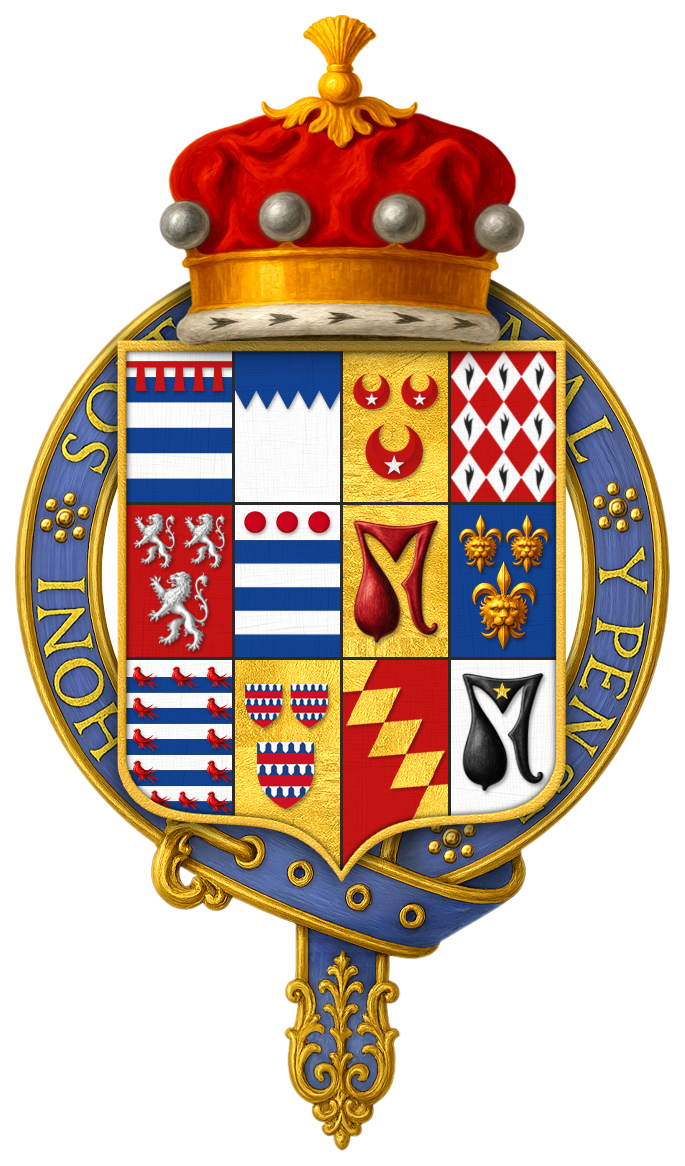
Wappen des William Grey, 13. Baron Grey de Wilton

William Grey, 13. Baron Grey de Wilton (* um 1509; † 14. Dezember 1562 in Cheshunt, Hertfordshire), war ein englischer Adliger und General.

## Herkunft und Peerwürde
Er war der vierte Sohn des Edmund Grey, 9. Baron Grey de Wilton († 1511), aus dessen Ehe mit Florence Hastinges. Er überlebte seine drei älteren Brüder, die dem Vater als 10., 11. und 12. Baron Grey de Wilton nachgefolgt worden, noch als Minderjähriger erbte er beim Tod des letzten von ihnen 1520 diesen Adelstitel. Nach Erreichen der Volljährigkeit wurde er erstmals am 3. November 1529 ins House of Lords einberufen.

## Militärische Karriere
Er begann seine militärische Karriere, als er 1531 auf Lebenszeit das Amt des Kommandeurs der Burg von Hammes in der Picardie kaufte.
Während des vierten Italienischen Krieges war er 1544 ein Befehlshaber des Feldzug nach Frankreich unter John Russell, 1. Baron Russell, und Besetzung von Boulogne teil. Bei der erfolglosen Belagerung von Montreuil erlitt er eine Schusswunde in der linken Schulter. 1545 und 1546 diente er als Gouverneur von Boulogne und Oberbefehlshaber der englischen Truppen in dieser Region. 1546 zeichnete er sich besonders dadurch aus, dass er die französische Festung in Châtillon zerstörte.
Bei Regierungsantritt König Edwards VI. wurde er 1547 als Oberbefehlshaber der Reitertruppen nach Schottland abkommandiert, wo er am 10. September 1547 persönlich die erste Attacke in der siegreichen Schlacht bei Pinkie Cleugh anführte. In der Schlacht wurde er durch einen Pikenstich durch Unterkiefer und Zunge erheblich verwundet. Er erholte sich jedoch rasch und konnte am 22. September 1547 die Kapitulation von Hume Castle entgegennehmen. In Anerkennung seiner Leistungen schlug ihn Edward Seymour, 1. Duke of Somerset, am 28. September 1547 in Berwick zum Knight Banneret. Somerset reiste daraufhin nach England und ließ Grey als Gouverneur von Berwick und Oberbefehlshaber der Truppen in dieser Region zurück. Ab April 1548 unternahm er zusammen mit Sir Thomas Palmer († 1553) einen Vorstoß nach Schottland, eroberte Haddington, das er in den folgenden Wochen gründlich befestigte, und brandschatzte Dalkeith und das weitere Umland von Edinburgh, bevor er sich nach Berwick zurückzog.
Im Juli 1549 führte er ein Heer nach Oxfordshire um einen dortigen Aufstand zu unterdrücken. Anschließend unterstützte er John Russell, 1. Earl of Bedford, bei der Befriedung der Aufstandsgebiete Devonshire und Cornwall. Als 1551 Edward Seymour, 1. Duke of Somerset, wegen Hochverrats verhaftet wurde, wurde auch Grey als dessen Parteigänger zeitweise im Tower of London inhaftiert, aber nach dessen Hinrichtung im Folgejahr wieder freigelassen. Nachdem er die königliche Gunst wiedererlangt hatte, wurde er zum Gouverneur der Stadtfestung Guînes in der Picardie ernannt. Nach dem Tod von Edward VI. schloss er sich John Dudley, 1. Duke of Northumberland, an, um Lady Jane Grey auf den Thron zu setzen. Die Bewegung zugunsten von Lady Jane brach zusammen und am 21. und 22. Juli 1553 wurden Grey und andere Beteiligte begnadigt.
Wenige Tage später erhielt er die Erlaubnis in Middlesex, Kent und London bis zu vierhundert Soldaten als Garnison für Guînes zu rekrutieren. Als die Franzosen Ende 1557 offiziell den Krieg erklärten, war die Garnison von Guînes dennoch relativ schwach und unzureichend verproviantiert. Am 31. Dezember 1557 zog ein großes französisches Heer an Guînes vorbei, dass am 6. Januar 1558 nach kurzer Belagerung Calais einnahm. Da schlechtes Wetter die Heranführung englischer Verstärkungen über den Ärmelkanal verhinderte, gab Grey die Stadt Guînes auf, verbrannte die Häuser und zog sich mit der elfhundert Mann starken Garnison in der Zitadelle. Die Franzosen unter François de Lorraine, duc de Guise unternahmen nach dreitägigem Kanonenbeschuss am 19. Januar 1558 einen Sturmangriff. Während der Kämpfe wurde Grey verwundet, als er versehentlich auf fallengelassenes Schwert trat, und die erste Verteidigungslinie wurde eingenommen. Kurz darauf musste er kapitulieren.
Für Grey wurde ein hohes Lösegeld von 21.000 Crowns, zu dessen Aufbringung er seinen Familiensitz, Wilton Castle in Herefordshire, verkaufen musste. Im Januar 1559 wurde er schließlich freigelassen. In der Zwischenzeit hatte ihn Königin Maria I. im April 1558 in Abwesenheit als Knight Companion des Hosenbandordens ausgezeichnet.
Im Dezember 1559 wurde erneut als Governor von Berwick und Oberbefehlshaber der dortigen Grenztruppen eingesetzt. Ab März Juli 1560 zog er erneut mit einem Heer nach Schottland zur Unterstützung protestantischer Rebellen gegen die schottische Königinwitwe und Regentin Marie de Guise, die sich in Edinburgh Castle verschanzte, und von dieser eingeladene französische Truppen, die er im nahegelegenen Leith belagerte. Die Gefechte verliefen ohne deutlichen Erfolg und endeten, als nach dem Tod der Marie de Guise im Juli 1560 der Vertrag von Edinburgh geschlossen wurde, der die Auld Alliance zwischen Frankreich und Schottland beendete. Grey zog sich daraufhin wieder nach Berwick zurück.
Er starb am 14. Dezember 1562 im Haus seines Schwiegersohns Henry Denny in Cheshunt in Hertfordshire. Er wurde in der dortigen Gemeindekirche bestattet. Ihn beerbte sein ältester Sohn Arthur.

## Ehe und Nachkommen
Er heiratete Lady Mary Somerset, Tochter des Charles Somerset, 1. Earl of Worcester, aus dessen Ehe mit Elizabeth West. Mit ihr hatte er drei Kinder:
- Arthur Grey, 14. Baron Grey de Wilton (1536–1593);
- William Grey;
- Honora Grey ⚭ Henry Denny, Gutsherr von Cheshunt in Hertfordshire und Waltham Abbey in Essex.

Seine Witwe heiratete später Robert Carre, dritter Sohn des Robert Carre, Gutsherr von Sleaford in Lincolnshire.